# NGC 4708
NGC 4708 ist eine Spiralgalaxie vom Hubble-Typ Sab im Sternbild Jungfrau auf der Ekliptik. Sie ist schätzungsweise 181 Millionen Lichtjahre von der Milchstraße entfernt und hat einen Durchmesser von etwa 65.000 Lichtjahren. Gemeinsam mit LEDA 970118 bildet sie das Galaxienpaar Holm 463.
Im selben Himmelsareal befinden sich u. a. die Galaxien NGC 4680, NGC 4700, NGC 4742.
Die Supernovae SN 2003ef (Typ-II), SN 2005bo (Typ-Ia) und NAME ATLAS 16bdg (Typ-Ia) wurden hier beobachtet.
Das Objekt wurde am 11. März 1788 von Wilhelm Herschel mit einem 18,7-Zoll-Spiegelteleskop entdeckt, der sie mit „eF, S“ beschrieb.